# 2010 PU75
2010 PU75 est un transneptunien de magnitude absolue 5,6. 
Son diamètre est estimé à 334 km, ce qui le qualifie comme candidat au statut de planète naine.